# Hydropsyche maroccana
Hydropsyche maroccana är en nattsländeart som beskrevs av Navás 1936. Hydropsyche maroccana ingår i släktet Hydropsyche och familjen ryssjenattsländor. Inga underarter finns listade i Catalogue of Life.